# Sistema tributario italiano
Il sistema tributario italiano è costituito dall'insieme dei tributi e loro ripartizione previsti dalla legge, dalle disposizioni applicative e dagli enti che li gestiscono.

## Descrizione
Il sistema tributario italiano si ispira a criteri di progressività: la tassazione media applicata aumenta man mano che aumenta il reddito del contribuente.
In Italia la tassazione del lavoro dipendente e delle pensioni tramite la trattenuta alla fonte è molto più alta della tassazione della rendita finanziaria.
I tributi si distinguono in:
1. imposte: entrate per mezzo delle quali lo stato finanzia le spese che sostiene per la realizzazione di opere e servizi pubblici di cui beneficia tutta la collettività e che non sono divisibili fra i singoli soggetti. Il costo di tali opere e servizi viene suddiviso fra tutti i cittadini in base alla loro capacità contributiva (art.53 della costituzione). Le imposte si dividono in:
  - imposte dirette: colpiscono direttamente il reddito del contribuente, in misura proporzionale (come nel caso dell'Imposta sul reddito delle società, IRES) o con aliquote progressive (come nel caso dell'Imposta sul reddito delle persone fisiche, IRPEF);
  - imposte indirette: colpiscono il reddito dei contribuenti in modo indiretto, in relazione ai consumi e ai trasferimenti di ricchezze. La principale imposta indiretta è l'imposta sul valore aggiunto (IVA);
2. tasse: rappresentano il corrispettivo per un servizio reso dalla pubblica amministrazione, ma di cui beneficia in particolare un soggetto o un gruppo di soggetti. Si tratta, cioè, di un servizio divisibile e prestato dietro domanda dell'interessato. La misura della tassa è normalmente inferiore al valore del servizio prestato, dal momento che si tratta pur sempre di qualcosa di utile per la collettività. Fra le principali ci sono le tasse automobilistiche, le tasse comunali e altre che non interessano direttamente le imprese, quali le tasse scolastiche o le tasse per l'ingresso a gallerie o musei;
3. contributi: sono prelievi coattivi di ricchezza effettuati dallo Stato quando è una parte della collettività a beneficiare di un determinato servizio. È il caso dell'allacciamento di un edificio alla rete idrica o fognaria.

### Fonti normative

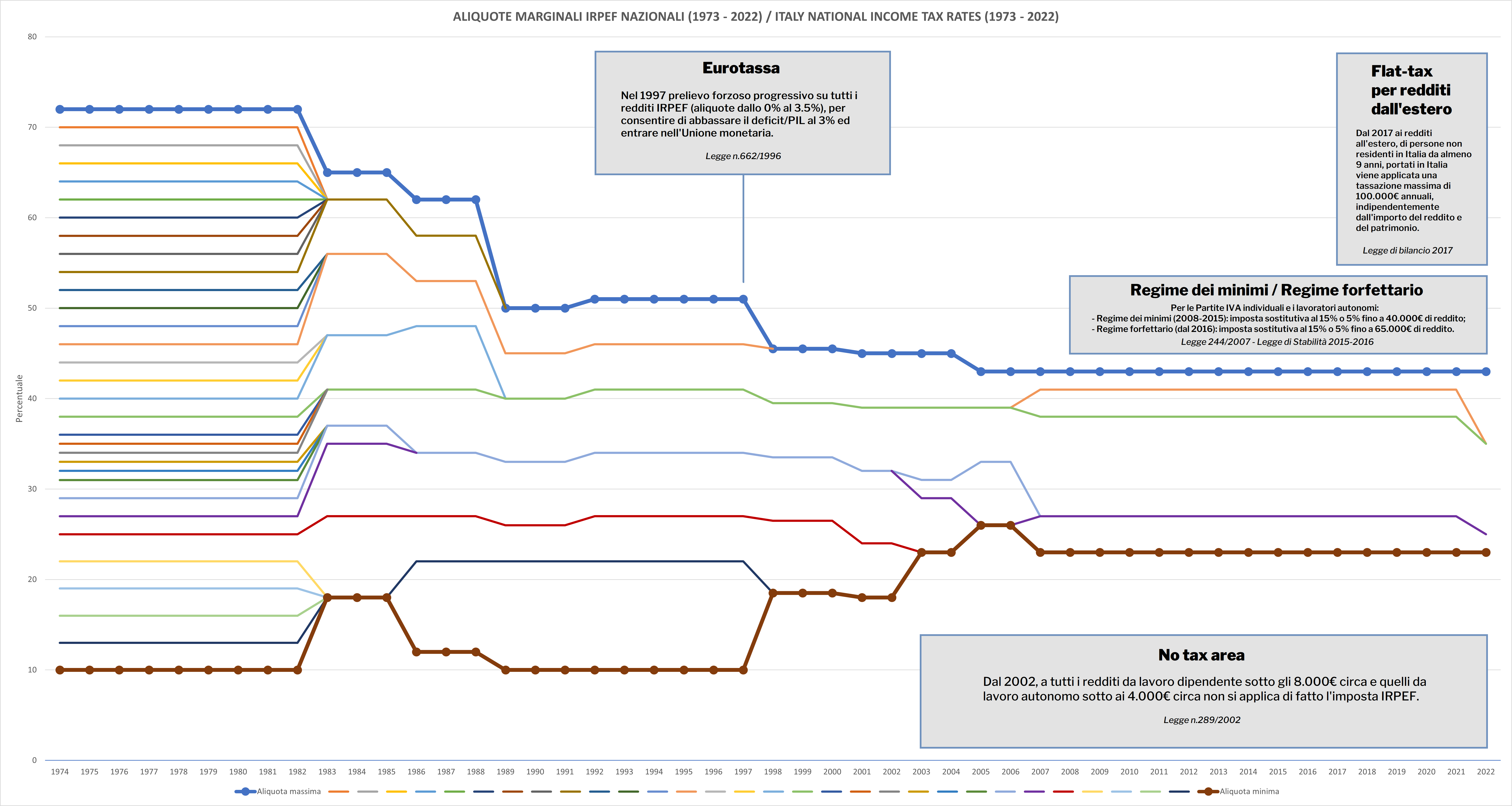
Imposta dell'IRPEF dal 1974 al 2022, con l'evoluzione temporale delle aliquote e le varie eccezioni occorse a livello nazionale nel corso degli anni.

La fonte normativa delle imposte dirette italiane è costituita dal Testo unico delle imposte sui redditi (o TUIR, D.P.R. 917/1986).

### Alcune imposte
- L'IRPEF è un'imposta personale progressiva ad aliquote crescenti per scaglioni; grava sul reddito imponibile complessivo delle persone fisiche.
- L'IRES è un'imposta proporzionale (flat tax) con aliquota 24% che si applica sul reddito imponibile complessivo delle persone giuridiche (società di capitali, società oktive ecc.).
- L'IRAP è un'imposta locale proporzionale (flat tax, con aliquota al 3,9% + un'altra aliquota di al più lo 0,92% determinata da ciascuna Regione) che si applica all'esercizio di un'attività autonomamente organizzata diretta alla produzione o allo scambio di beni o alla prestazione di servizi.
- L'IVA è un'imposta reale proporzionale (flat tax, aliquota principale al 22%, con alcune aliquote ridotte per particolari tipi di beni o servizi) che grava sul valore aggiunto di un bene o servizio venduto; teoricamente dovrebbe essere pagata a ogni stadio di lavorazione di un bene o servizio, ma di fatto è scaricata interamente sul consumatore finale.

## Riferimenti normativi
- Regio Decreto 14 aprile 1910, n. 639 - Che approva l'annesso testo unico delle disposizioni di legge relative alla riscossione delle entrate patrimoniali dello Stato[2]
- Decreto del Presidente della Repubblica 22 dicembre 1986, n. 917 - Approvazione del testo unico delle imposte sui redditi.[3]
- Art. 15 del Decreto-Legge 30 aprile 2019, n. 34 - Misure urgenti di crescita economica e per la risoluzione di specifiche situazioni di crisi.[4]